# Jean de Ganay (1861-1948)
Pour les autres membres de la famille, voir Famille de Ganay.
Charles Anne Jean de Ganay (Paris, VIIIe, 7 novembre 1861 - château de Courances, 18 février 1948), est un officier, mécène, personnalité du monde hippique et homme politique français.

## Biographie

### Vie familiale
Issu d'une famille très impliquée dans le monde hippique, Jean de Ganay est le fils du marquis Étienne de Ganay (en) (1833-1903), conseiller général de Saône-et-Loire, et d'Emily Ridgway (1838-1921), collectionneuse d'art et mécène. Il est le neveu du général Jacques de Ganay et d'Ellen Ridgway, et une de ses sœurs sera mariée à Thierry d'Alsace de Hénin-Liétard.
Le 4 octobre 1887, à Paris, il épouse Berthe de Béhague, fille aînée du comte Octave de Béhague et de Fanny-Laure de Haber, et sœur de la comtesse de Béarn. Ils eurent quatre fils :
- Hubert (1888-1974), collectionneur d'art et administrateur de sociétés (SFFC, etc), membre du Conseil des Musées nationaux, vice-président de la Société des amis du Louvre, président Polo de Paris, du golf de Granville et du golf de Fontainebleau, marié à Rosita Bemberg, petite-fille d'Otto Bemberg ;
- Jacques (1891-1969), secrétaire général de l'UGF, fondateur de la Coupe Ganay, administrateur de sociétés, marié à Hélène de Durfort-Civrac de Lorge ;
- Bernard (1893-1940), officier de cavalerie et administrateur de sociétés (Crédit mobilier français, Compagnie des Hauts-Plateaux indochinois, etc), marié à Magdeleine Goüin, fille d'Édouard Goüin ;
- François (1904-1984), éleveur de chevaux de courses et administrateur de sociétés (Société du Louvre, etc), remporte le Prix du Jockey Club avec Rapace en 1955 et le Grand Steeple avec Boum, et donne son nom au Prix François de Ganay, marié à Victoria Adélaïde Amor.

### Carrière
Il entre dans l'armée en 1879. Il devient capitaine de cavalerie attaché à l'état-major, mais démissionne en 1892. Reprenant du service lors de la Première Guerre mondiale, il sert comme commandant et reçoit la croix de guerre 1914-1918.
En 1896-1898, il se fait construire un hôtel particulier au no 9 de l'avenue George-V, dans le 8e arrondissement de Paris, par l'architecte Ernest Sanson.
Châtelain de Courances par son mariage avec Berthe de Béhague, héritière du château de Courances en 1892, il est maire de la commune de Courances de 1905 à 1907, puis de 1909 à 1934, et conseiller général pour le canton de Milly-la-Forêt de 1919 à 1940. Il est nommé conseiller départemental en 1943. Il est vice-président du Conseil général de Seine-et-Oise.
Il est membre du Comité d'honneur de l'Exposition artistique de la région d'Étampes organisée pour la première fois en 1924.
Il est membre du conseil d'administration des Charbonnages de Kebao, de la Compagnie impériale des chemins de fer éthiopiens, du Crédit mobilier français et de la Banque de l'Union parisienne.
Fondateur du Golf de Fontainebleau en 1909, il en est le premier président. 
Il est également membre de l'Automobile Club de France, de l'Office central des œuvres de bienfaisance et de la Société philanthropique.

### Monde hippique
Jean de Ganay est propriétaire de plusieurs haras, dont le haras de la Coquenne et celui du Rabey à Quettehou (Manche), où était installé l'étalon Le Sagittaire, champion des pères de vainqueurs en 1906, 

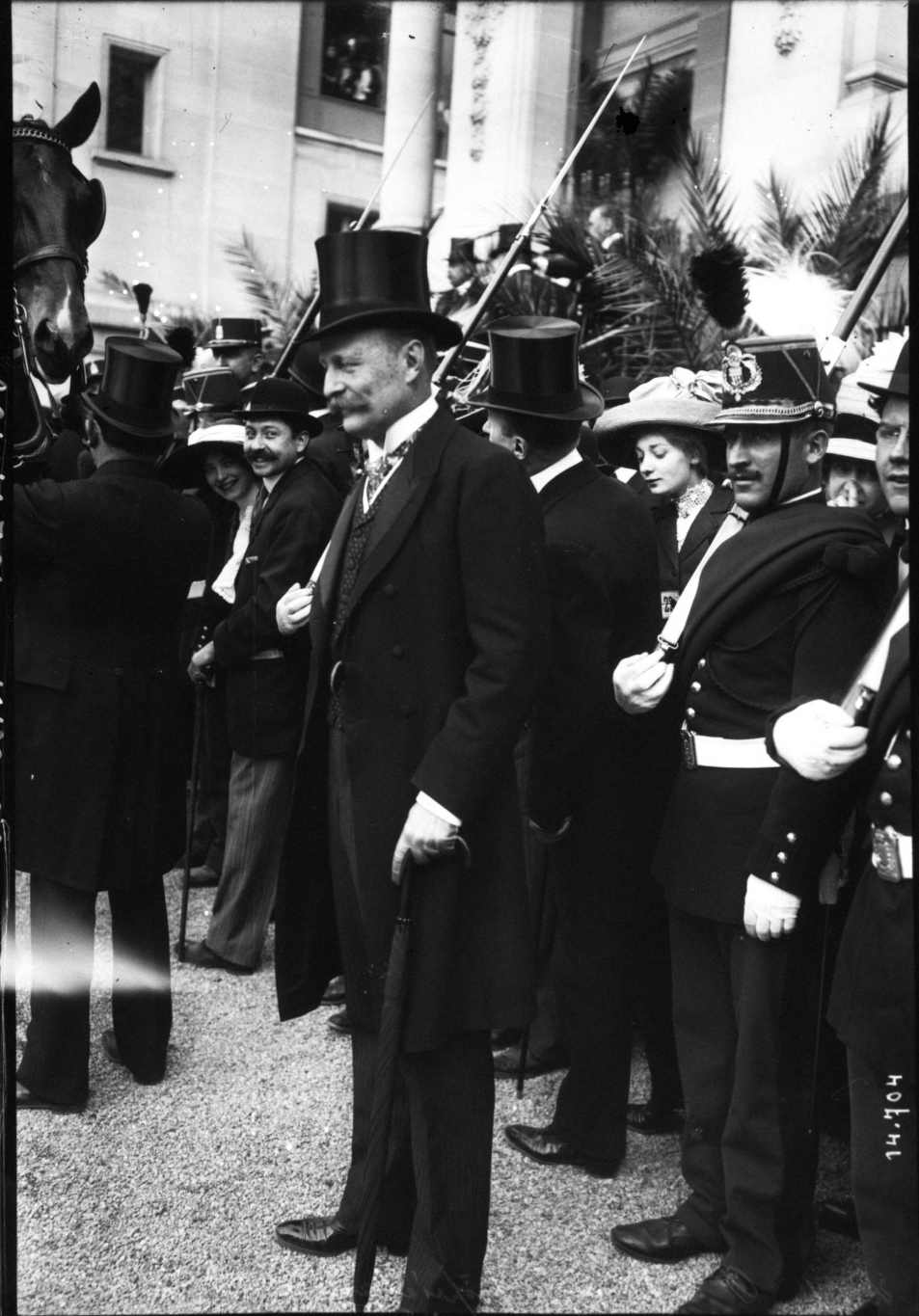
Ganay, propriétaire dAs d'Atout, vainqueur du Grand Prix de Paris - Hippodrome de Longchamp (1911).

Éleveur et propriétaire d'écuries de courses, ses chevaux Le Gourzy remporte la Grande Course de Haies d'Auteuil en 1892, Kerym le Prix Hocquart en 1896, Eperon le Prix Morny en 1900, Passaro le Prix Greffulhe en 1901, Amer Picon le Prix Gladiateur (en) en 1902 et 1903, Iermak La Coupe en 1904, As d'Atout le Grand Prix de Paris en 1911, Kerlor les Grands Prix d'Auteuil et de Deauville en 1946. Ses couleurs (casaque jaune, toque verte) furent reprises par son fils le comte François de Ganay, qui remporta le Prix du Jockey Club avec Rapace en 1955 et le Grand Steeple avec Boum, et donna son nom au Prix François de Ganay, puis par son petit-fils André de Ganay, vainqueur du Poule d'Essai des Poulains et du Prix Djebel en 2013 avec Style Vendome (fils d'Anabaa (en)).
Il préside le Polo de Paris de 1900 à 1905.
Il devient membre adjoint en 1903, puis membre fondateur en 1905 de la Société d'encouragement pour l'amélioration des races de chevaux en France. Premier commissaire de la Société d'Encouragement de 1903 à 1908, il prend part à la transformation de l'hippodrome de Longchamp (1903-1904), à l'augmentation de l'allocation du Grand Prix de Paris à 300 000 francs (1908), devenant ainsi la course la plus richement dotée du monde jusqu’à la Première Guerre mondiale, ainsi qu'à la mise au point du premier contrôle antidopage (1912). Il est président de la Société d'encouragement de 1933 à 1948 et préside à partir de 1919 la Société de courses de Fontaibleau.
En 1909, il est l'un des corédacteurs du nouveau code des courses avec le comte Paul de Pourtalès et Jean Prat.
Il est envoyé par le ministre de la Guerre en mission aux États-Unis d'août 1914 à avril 1915 pour acheter des chevaux pour l'armée.
Il est président de la Société des steeple-chases de France et succède au comte du Pontavice à la présidence du concours hippique de Deauville. Il est également membre de la commission permanente (section du pur sang) du Congrès hippique, du Conseil supérieur des Haras, du Syndicat des éleveurs de chevaux de sang de pur sang en France, du conseil consultative du comité national des sociétés hippiques rurales et urbaines et du Jockey Club de Paris.
Le « Prix des Sablons » fut renommé en 1949 « Prix Ganay » en son honneur.
Il est fait officier de la Légion d'honneur en 1935.

### Sources
- Gérard Rousset-Charny, « Les palais parisiens de la Belle Époque » (1990)
- Jean Trarieux, « Journal d'un homme de courses, 1900-1945 » (1945).